# 约翰·富兰克林·恩德斯
约翰·富兰克林·恩德斯（英語：John Franklin Enders，1897年2月10日—1985年9月8日），美国医学家，1954年诺贝尔生理学或医学奖得主。1963年，恩德斯与同事发明了首剂麻疹疫苗。

## 生平
恩德斯出生于康涅狄格州的西哈特福，曾就读于诺亚·韦伯斯特学校与新罕布什尔州康科德的圣保罗学校。他曾短暂地在耶鲁大学就读，于1918年加入美国空军并参加第一次世界大战，此后返回耶鲁大学，并于1920年获得正式本科学位。1930年获得美国哈佛大学医学博士学位。
1954年，在波士顿儿童医院工作的恩德斯、托马斯·哈克尔·韦勒和弗雷德里克·查普曼·罗宾斯共同获得了当年的诺贝尔生理学或医学奖，以表彰其“发现了脊髓灰质炎病毒在多种类型组织中培育生长的能力”。
1963年，恩德斯与同事利用Edmonston-B株，成功研发出了麻疹疫苗，并获批准上市。
恩德斯在1985年逝世于康涅狄格州的瓦特福，得年88岁。